# Alstroemeria variegata
Alstroemeria variegata är en alströmeriaväxtart som beskrevs av M.C.Assis. Alstroemeria variegata ingår i släktet alströmerior, och familjen alströmeriaväxter. Inga underarter finns listade i Catalogue of Life.